# Anisozyga griseonotata
Anisozyga griseonotata är en fjärilsart som beskrevs av W. Warren 1906. Anisozyga griseonotata ingår i släktet Anisozyga och familjen mätare. Inga underarter finns listade i Catalogue of Life.